# Cerapachys braytoni
Cerapachys braytoni é uma espécie de formiga do gênero Cerapachys.